# 澤斯波蒂科島

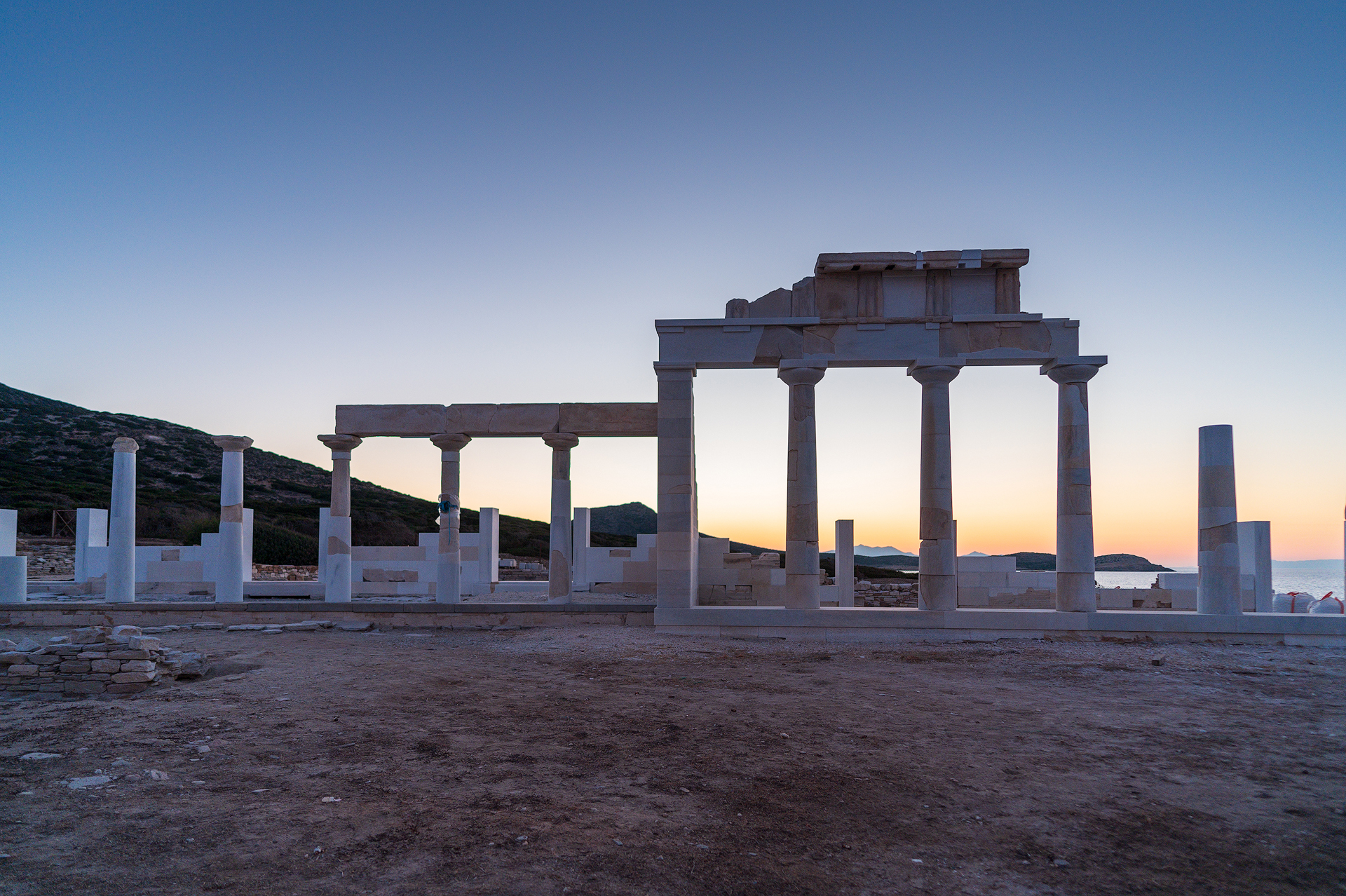
阿波罗圣殿遗址

澤斯波蒂科島（希臘語：Δεσποτικό）是希臘的島嶼，位於安迪帕罗斯岛西南700米的愛琴海，由南愛琴大區負責管轄，屬於基克拉澤斯群島的一部分，長5.18公里、寬3公里，面積5.77平方公里，最高點海拔高度189米，島上無人居住。

## 外部連結
- Official website of Community of Antiparos （页面存档备份，存于） (in Greek and English)